# Soły (Grodno)
Soły (biał. Солы, Soły; ros. Солы, Soły) – część miasta Grodno na Białorusi.
W latach 1921–1939 Soły należały do gminy Hornica (której siedzibą była Kopciówka) w ówczesnym województwie białostockim. 16 października 1933 utworzyła gromadę Soły w gminie Hornica. Po II wojnie światowej weszła w struktury ZSRR.
Według Powszechnego Spisu Ludności z 1921 roku wieś zamieszkiwały 102 osoby, 84 były wyznania rzymskokatolickiego, a 18 prawosławnego. Wszyscy mieszkańcy zadeklarowali polską przynależność narodową. Było tu 18 budynków mieszkalnych.
24 kwietnia 2008 roku wieś Soły została przyłączona do Grodna.